# Bombardeerkevers
De bombardeerkevers (Brachinus) vormen een geslacht van kevers uit de familie van de loopkevers (Carabidae). De wetenschappelijke naam van het geslacht werd in 1801 gepubliceerd door Friedrich Weber.
Het geslacht komt voor in de Nearctische en Palearctische gebieden, het Nabije Oosten en Noord-Afrika.

## Explosiekamer
Bombardeerkevers verdedigen zich met benzochinon, een irriterende stof. Die maken ze in een explosiekamer in hun achterlijf, waar ze hydrochinonen mengen met waterstofperoxide, waarbij de benzochinon in een explosieve, hoorbare reactie gevormd en uitgestoten wordt. Soms brengt dit padden ertoe om een ingeslikte kever na een kwartier of langer weer uit te spugen. In een laboratorium zijn kevers geobserveerd die na bijna twee uur levend ontsnapten.

## Ondergeslachten en soorten
- Ondergeslacht Aploa
  - Brachinus nobilis Dejean, 1831
  - Brachinus ornatus Fairmaire, 1901
  - Brachinus pictus Hope, 1833
- Ondergeslacht Aptinomimus
  - Brachinus agraphus Alluaud, 1899
  - Brachinus dieganus Jeannel, 1949
  - Brachinus lavaudeni Jeannel, 1949
  - Brachinus micheli Jeannel, 1949
  - Brachinus microrrhabdus Alluaud, 1899
  - Brachinus perrieri Jeannel, 1949
  - Brachinus seyrigi Alluaud, 1935
- Ondergeslacht Brachinoaptinus
  - Brachinus albarracinus Wagner, 1926
  - Brachinus andalusiacus Rambur, 1837
  - Brachinus angustatus Dejean, 1831
  - Brachinus barbarus Lucas, 1846
  - Brachinus bellicosus L. Dufour, 1820
  - Brachinus boeticus Rambur, 1837
  - Brachinus dilapsus Antoine, 1941
  - Brachinus italicus Dejean, 1831
  - Brachinus kryzhanovskii Belousov & Kabak, 1992
  - Brachinus lethierryi Reiche, 1868
  - Brachinus mauretanicus Bedel, 1914
  - Brachinus obliquetruncatus Perris, 1875
  - Brachinus olgae Arribas, 1993
  - Brachinus otini Antoine, 1963
  - Brachinus pateri Puel, 1938
  - Brachinus pecoudi Puel, 1925
  - Brachinus pygmaeus Dejean, 1826
  - Brachinus testaceus Rambur, 1837
- Ondergeslacht Brachinus
  - Brachinus alexandri F. Battoni, 1984
  - Brachinus atripennis Ballion, 1871
  - Brachinus berytensis Reiche & Saulcy, 1855
  - Brachinus crepitans Linnaeus, 1758 – Grote bombardeerkever
  - Brachinus efflans Dejean, 1830
  - Brachinus ejaculans Fischer von Waldheim, 1828
  - Brachinus elegans Chaudoir, 1842
  - Brachinus minor Jedlicka, 1958
  - Brachinus plagiatus Reiche, 1868
  - Brachinus psophia Audinet-Serville, 1821
- Ondergeslacht Brachynidius
  - Brachinus cambodgensis Kirschenhofer, 2012
  - Brachinus circumtinctus Bates, 1892
  - Brachinus limbellus Chaudoir, 1876
  - Brachinus lombokensis Kirschenhofer, 2010
  - Brachinus modestus Schmidt-Goebel, 1846
  - Brachinus pokharaensis Kirschenhofer, 2012
  - Brachinus puncticollis Schmidt-Goebel, 1846
  - Brachinus suturellus Chaudoir, 1876
- Ondergeslacht Brachynolomus
  - Brachinus aeneicostis Bates, 1883
  - Brachinus afghanus Jedlicka, 1967
  - Brachinus ankarensis Jedlicka, 1962
  - Brachinus bantimurungensis Kirschenhofer, 2012
  - Brachinus bodemeyeri Apfelbeck, 1904
  - Brachinus brevicollis Motschulsky, 1844
  - Brachinus catalonicus Jeanne, 1988
  - Brachinus ciliatus Liebke, 1933
  - Brachinus constrictus Reitter, 1919
  - Brachinus costatulus Quensel In Schoenherr, 1806
  - Brachinus costulipennis Liebke, 1928
  - Brachinus daliensis Kirschenhofer, 2011
  - Brachinus dawnaensis Kirschenhofer, 2003
  - Brachinus dilatipennis Reitter, 1919
  - Brachinus dryas Andrewes, 1936
  - Brachinus explodens Duftschmid, 1812 – Kleine bombardeerkever
  - Brachinus foochowi Kirschenhofer, 1986
  - Brachinus hoffmanni Liebke, 1927
  - Brachinus immaculicornis Dejean, 1826
  - Brachinus incomptus Bates, 1873
  - Brachinus inops Andrewes, 1932
  - Brachinus latipennis Peyerimhoff, 1907
  - Brachinus macrocerus Chaudoir, 1876
  - Brachinus madecassus Jeannel, 1949
  - Brachinus magyari Jedlicka, 1960
  - Brachinus maublanci Colas, 1942
  - Brachinus merkli Kirschenhofer, 2003
  - Brachinus mesopotamicus Ali, 1967
  - Brachinus nigricornis Gebler, 1829
  - Brachinus nuristanus Jedlicka, 1967
  - Brachinus oblongus Dejean, 1825
  - Brachinus obtusus Thunberg, 1784
  - Brachinus orestes Kirschenhofer, 2003
  - Brachinus orientalis Chaudoir, 1876
  - Brachinus pallidipes Reitter, 1919
  - Brachinus pectoralis Dejean, 1825
  - Brachinus punctaticollis Heller, 1923
  - Brachinus sclopeta Fabricius, 1792
  - Brachinus scotomedes L. Redtenbacher, 1867
  - Brachinus sichemita Reiche & Saulcy, 1855
  - Brachinus stenoderus Bates, 1873
  - Brachinus suensoni Kirschenhofer, 1986
  - Brachinus szetschuanensis Jedlicka, 1963
  - Brachinus tianshanicus Mikhailov, 1976
  - Brachinus truncatulus Fairmaire, 1901
  - Brachinus turkestanicus Liebke, 1928
  - Brachinus vadoni Jeannel, 1949
  - Brachinus variventris L.Schaufuss, 1862
- Ondergeslacht Cnecostolus
  - Brachinus bagdatensis Pic, 1902
  - Brachinus bayardi Dejean, 1831
  - Brachinus bipustulatus Quensel In Schoenherr, 1806
  - Brachinus cruciatus Quensel In Schoenherr, 1806
  - Brachinus exhalans P. Rossi, 1792
  - Brachinus hamatus Fischer von Waldheim, 1828
  - Brachinus johorensis Kirschenhofer, 2012
  - Brachinus lewecki Liebke, 1928
  - Brachinus pseudocruciatus Reitter, 1909
  - Brachinus quadriguttatus Gebler, 1829
  - Brachinus subnotatus Chaudoir, 1844
  - Brachinus yunnanus Jedlicka, 1963
- Ondergeslacht Dysbrachinus
  - Brachinus dorsalis Dejean, 1831
  - Brachinus humeralis Ahrens, 1812
- Ondergeslacht Metabrachinus
  - Brachinus abbreviatus Castelnau, 1835
  - Brachinus abyssinicus Chaudoir, 1876
  - Brachinus algoensis Péringuey, 1896
  - Brachinus armiger Dejean, 1831
  - Brachinus canaliculatus Fairmaire, 1897
  - Brachinus congicus Basilewsky, 1958
  - Brachinus connectoides Jeannel, 1949
  - Brachinus connectus Dejean, 1831
  - Brachinus diffusus Chaudoir, 1876
  - Brachinus elegantulus Erichson, 1842
  - Brachinus fasciatocollis Fairmaire, 1901
  - Brachinus gentilis Erichson, 1843
  - Brachinus hexagrammus Chaudoir, 1876
  - Brachinus laevicostis Liebke, 1934
  - Brachinus langenhani Liebke, 1934
  - Brachinus latus Lorenz, 1998
  - Brachinus lesnei Andrewes, 1923
  - Brachinus lewisii Bates, 1873
  - Brachinus midoli Alluaud, 1917
  - Brachinus natalicus Péringuey, 1896
  - Brachinus obliterus Péringuey, 1896
  - Brachinus promontorii Péringuey, 1888
  - Brachinus sericeus Dejean, 1831
  - Brachinus servillei Marc, 1839
  - Brachinus sexmaculatus Dejean, 1825
  - Brachinus sexnotatus Liebke, 1934
  - Brachinus sexpustulatus Fabricius, 1775
  - Brachinus simulans Péringuey, 1896
  - Brachinus stappersi Liebke, 1934
  - Brachinus suberbianus Alluaud, 1935
  - Brachinus sulcipennis Jeannel, 1949
  - Brachinus suturalis Jeannel, 1949
  - Brachinus tenuis Lorenz, 1998
  - Brachinus tetracolon Chaudoir, 1876
  - Brachinus tetragrammus Chaudoir, 1876
  - Brachinus tetraspilotus Chaudoir, 1876
  - Brachinus vagus Péringuey, 1899
  - Brachinus variegatus Roth, 1851
- Ondergeslacht Neobrachinus
  - Brachinus aabaaba Erwin, 1970
  - Brachinus adustipennis Erwin, 1969
  - Brachinus aeger Chaudoir, 1876
  - Brachinus alexiguus Erwin, 1970
  - Brachinus alternans Dejean, 1825
  - Brachinus americanus Leconte, 1844
  - Brachinus arboreus Chevrolat, 1834
  - Brachinus atramentarius Mannerheim, 1837
  - Brachinus azureipennis Chaudoir, 1876
  - Brachinus bilineatus Castelnau, 1835
  - Brachinus bruchi Liebke, 1939
  - Brachinus brunneus Castelnau, 1834
  - Brachinus capnicus Erwin, 1970
  - Brachinus chalchihuitlicue Erwin, 1970
  - Brachinus chirriador Erwin, 1970
  - Brachinus cibolensis Erwin, 1970
  - Brachinus cinctipennis Chevrolat, 1835
  - Brachinus conformis Dejean, 1831
  - Brachinus consanguineus Chaudoir, 1876
  - Brachinus cordicollis Dejean, 1826
  - Brachinus costipennis Motschulsky, 1859
  - Brachinus cyanipennis Say, 1823
  - Brachinus cyanochroaticus Erwin, 1969
  - Brachinus elongatulus Chaudoir, 1876
  - Brachinus explosus Erwin, 1970
  - Brachinus favicollis Erwin, 1965
  - Brachinus fulminatus Erwin, 1969
  - Brachinus fulvipennis Chaudoir, 1876
  - Brachinus fumans Fabricius, 1781
  - Brachinus fuscicornis Dejean, 1826
  - Brachinus galactoderus Erwin, 1970
  - Brachinus gebhardis Erwin, 1965
  - Brachinus genicularis Mannerheim, 1837
  - Brachinus geniculatus Dejean, 1831
  - Brachinus grandis Brulle, 1838
  - Brachinus hirsutus Bates, 1884
  - Brachinus hylaenus Reichardt, 1967
  - Brachinus ichabodopsis Erwin, 1970
  - Brachinus immarginatus Brulle, 1838
  - Brachinus imperialensis Erwin, 1965
  - Brachinus imporcitis Erwin, 1970
  - Brachinus intermedius Brulle, 1838
  - Brachinus janthinipennis Dejean, 1831
  - Brachinus javalinopsis Erwin, 1970
  - Brachinus kansanus Leconte, 1862
  - Brachinus kavanaughi Erwin, 1969
  - Brachinus lateralis Dejean, 1831
  - Brachinus limbiger Chaudoir, 1876
  - Brachinus marginellus Dejean, 1826
  - Brachinus marginiventris Brulle, 1838
  - Brachinus medius T.W.Harris, 1828
  - Brachinus melanarthrus Chaudoir, 1876
  - Brachinus mexicanus Dejean, 1831
  - Brachinus microamericanus Erwin, 1969
  - Brachinus mobilis Erwin, 1970
  - Brachinus neglectus Leconte, 1844
  - Brachinus niger Chaudoir, 1876
  - Brachinus nigricans Chaudoir, 1850
  - Brachinus nigripes G.R.Waterhouse, 1841
  - Brachinus oaxacensis Erwin, 1970
  - Brachinus olidus Reiche, 1842
  - Brachinus ovipennis LeConte, 1862
  - Brachinus oxygonus Chaudoir, 1843
  - Brachinus pachygaster Perty, 1830
  - Brachinus pallidus Erwin, 1965
  - Brachinus pallipes Dejean, 1826
  - Brachinus patruelis Leconte, 1844
  - Brachinus perplexus Dejean, 1831
  - Brachinus phaeocerus Chaudoir, 1868
  - Brachinus puberulus Chaudoir, 1868
  - Brachinus quadripennis Dejean, 1825
  - Brachinus rugipennis Chaudoir, 1868
  - Brachinus sallei Chaudoir, 1876
  - Brachinus sonorous Erwin, 1970
  - Brachinus sublaevis Chaudoir, 1868
  - Brachinus tenuicollis LeConte, 1844
  - Brachinus texanus Chaudoir, 1868
  - Brachinus velutinus Erwin, 1965
  - Brachinus vicinus Dejean, 1826
  - Brachinus viridipennis Dejean, 1831
  - Brachinus vulcanoides Erwin, 1969
  - Brachinus xanthophryus Chaudoir, 1876
  - Brachinus xanthopleurus Chaudoir, 1876
- Niet in een ondergeslacht geplaatst
  - Brachinus andreaei Basilewsky, 1964
  - Brachinus annulicornis Chaudoir, 1842
  - Brachinus apicalis Erichson, 1843
  - Brachinus aristokrates Liebke, 1934
  - Brachinus bigutticeps Chaudoir, 1876
  - Brachinus brittoni Ali, 1967
  - Brachinus brunniventris Motschulsky, 1864
  - Brachinus caffer Boheman, 1848
  - Brachinus charis Andrewes, 1923
  - Brachinus chaudoirianus Jakobson, 1908
  - Brachinus chinensis Chaudoir, 1850
  - Brachinus cinctellus Chaudoir, 1876
  - Brachinus collarti Basilewsky, 1948
  - Brachinus costiger Chaudoir, 1876
  - Brachinus demoulini Basilewsky, 1962
  - Brachinus dilatatus Klug, 1832
  - Brachinus dilottii Maran, 1933
  - Brachinus dissimilis Basilewsky, 1943
  - Brachinus distans Lorenz, 1998
  - Brachinus enonensis Péringuey, 1899
  - Brachinus eucosmus Andrewes, 1937
  - Brachinus evanescens Bates, 1892
  - Brachinus exquisitus Bates, 1892
  - Brachinus fageli Basilewsky, 1962
  - Brachinus femoralis Gistel, 1857
  - Brachinus flavicapillus Bates, 1892
  - Brachinus flaviventris Chaudoir, 1876
  - Brachinus flavus Jedlicka, 1955
  - Brachinus formosanus Jedlicka, 1939
  - Brachinus forticostis Liebke, 1934
  - Brachinus frontalis Chaudoir In Oberthur, 1883
  - Brachinus fumator Gistel, 1857
  - Brachinus fuscipennis Dejean, 1825
  - Brachinus ghindanus Liebke, 1934
  - Brachinus hazardi Andrewes, 1930
  - Brachinus illotus Chaudoir, 1876
  - Brachinus inconditus Péringuey, 1896
  - Brachinus intactus Bates, 1892
  - Brachinus irakus Liebke, 1933
  - Brachinus jucundus Dejean, 1831
  - Brachinus kalalovae Roubal, 1932
  - Brachinus knirschi Jedlicka, 1931
  - Brachinus kollari Liebke, 1934
  - Brachinus krynickii Hrdlicka In Lobl & Smetana, 2003
  - Brachinus laetus Dejean, 1831
  - Brachinus lapidarius Basilewsky, 1962
  - Brachinus leprieuri Gory, 1833
  - Brachinus limbicollis Chaudoir, 1876
  - Brachinus longipalpis Wiedemann, 1821
  - Brachinus longulus Chaudoir, 1876
  - Brachinus luzonicus Chaudoir, 1876
  - Brachinus mactus Péringuey, 1904
  - Brachinus marginipennis Motschulsky, 1864
  - Brachinus marinus Motschulsky, 1845
  - Brachinus marleyi Barker, 1919
  - Brachinus melancholicus Schmidt-Goebel, 1846
  - Brachinus methneri Liebke, 1934
  - Brachinus motschulskyi Hrdlicka In Lobl & Smetana, 2003
  - Brachinus nigricornis Krynicki, 1832
  - Brachinus nigridorsis Nakane, 1962
  - Brachinus nigrovirescens Basilewsky, 1951
  - Brachinus obscuripennis Motschulsky, 1864
  - Brachinus obscuritarsis Motschulsky, 1864
  - Brachinus oneili Péringuey, 1899
  - Brachinus opacipennis Motschulsky, 1864
  - Brachinus papua Darlington, 1968
  - Brachinus paviei Lesne, 1896
  - Brachinus peltastes Andrewes, 1931
  - Brachinus philippinensis Tian & Deuve, 2007
  - Brachinus piceus Chaudoir, 1876
  - Brachinus planiusculus Motschulsky, 1864
  - Brachinus posticus Dejean, 1831
  - Brachinus praestans Andrewes, 1931
  - Brachinus proximus Fairmaire, 1887
  - Brachinus reyi Andrewes, 1924
  - Brachinus rikatlae Péringuey, 1896
  - Brachinus sanctus Motschulsky, 1864
  - Brachinus schmidti Andrewes, 1927
  - Brachinus scitulus Schmidt-Goebel, 1846
  - Brachinus scotti Liebke, 1934
  - Brachinus scriptus Chaudoir, 1878
  - Brachinus scutellatus Chaudoir, 1876
  - Brachinus sibiricus Motschulsky, 1864
  - Brachinus sicardi Jeannel, 1949
  - Brachinus solidipalpis Tian & Deuve, 2007
  - Brachinus solidus Péringuey, 1899
  - Brachinus somereni Burgeon, 1947
  - Brachinus sordidus Andrewes, 1933
  - Brachinus stevensi Andrewes, 1924
  - Brachinus stevensianus Jedlicka, 1956
  - Brachinus strictus Morvan, 1971
  - Brachinus stygius Andrewes, 1933
  - Brachinus subcostatus Dejean, 1825
  - Brachinus suturatus Chaudoir, 1876
  - Brachinus talyschensis Motschulsky, 1850
  - Brachinus tetrastigma Fairmaire, 1897
  - Brachinus tigridis Ali, 1967
  - Brachinus tsara Alluaud, 1918
  - Brachinus vigilans Chaudoir, 1876
  - Brachinus vitticollis Chaudoir, 1876